# 1943 na política

## Eventos
- No contexto da Segunda Guerra Mundial são construídas uma base área britânica e outra dos Estados Unidos na ilha Terceira, respectivamente o Aeródromo da Achada e a Base Aérea das Lajes;
- Durante a Segunda Guerra Mundial, as dependências do Forte de São Sebastião foram ocupadas por tropas britânicas. No pós-guerra, o ministro Santos Costa veio à Terceira diversas vezes, durante as negociações com os Estados Unidos da América acerca da permanência destes nos Açores. Ministro da Guerra, depois da Defesa, Santos Costa sensibilizou-se com o abandono da antiga fortificação, vindo a promover uma reparação geral das suas antigas muralhas.

### Janeiro
- 9 de Janeiro - o Brasil declara sua adesão à Organização das Nações Unidas e à Carta do Atlântico.
- 29 de Janeiro - os presidentes Roosevelt, dos EUA, e Vargas, do Brasil, se encontram na cidade de Natal, no Rio Grande do Norte. Tratam, entre outras, do envio de tropas brasileiras para combater na Europa.

### Fevereiro
- 2 de Fevereiro - Segunda Guerra Mundial: Fim da Batalha de Stalingrado.
- 9 de Fevereiro - preso na cidade do Rio de Janeiro um dos chefes da espionagem nazista no Brasil, Albrecht Gustav Engels.
- 18 de Fevereiro - o navio  Brasiloid, do Loide Brasileiro, é torpedeado próximo ao farol de Garcia d'Avila, na costa da Bahia.
- 25 de Fevereiro - Segunda Guerra Mundial: O Afrika Korps do general Rommel é obrigado a recuar pelo desfiladeiro de Kassenine, na Tunísia, apenas 5 dias após ter conseguido atravessar o mesmo desfiladeiro.

### Março
- 2 de Março - o navio de passageiros brasileiro Afonso Pena é torpedeado e afunda no litoral da Bahia, próximo aos Abrolhos. Morrem 33 tripulantes e 92 passageiros.
- 15 de Março - Getúlio Vargas aprova o envio de tropas brasileiras para combater na Europa. Começa a nascer a Força Expedicionária Brasileira.
- 17 de Março - o navio caça-submarino brasileiro Jaguaribe, em serviço de comboio, ataca e afunda um submarino alemão.
- 31 de Março - manchete do jornal The New York Times informa decisão do Brasil de enviar tropas para a Europa.

### Maio
- 12 de Maio - tropas da Alemanha (Afrika Korps) e da Itália se rendem aos Aliados no Norte da África,
- 22 de Maio - os submarinos alemães, os U-boats, são retirados do Atlântico Norte. Termina a Batalha do Atlântico.

### Junho
- 30 de Junho - o navio Tutóia, do Lóide Brasileiro, é torpedeado ao norte da costa de Iguape, no estado de São Paulo. Morrem 7 tripulantes.

### Julho
- 31 de Julho - torpedeado o navio Bagé, o Maior e melhor navio de passageiros do Lóide Brasileiro, à noite, ao largo da costa de Sergipe. Salvam-se 87 dos 107 tripulantes e 19 dos 27 passageiros.
- 10 de Julho - alemães e russos travam a Maior batalha de blindados da história, em Kursk, na Rússia.
- 10 de Julho - começa a invasão da Itália. Os Aliados desembarcam na Sicília deflagrando a Operação Husky.
- 19 de Julho - Roma, capital da Itália, é bombardeada pela primeira vez na guerra. Pelos Aliados.
- 25 de Julho – o ditador fascista da Itália, Benito Mussolini, é derrubado e preso.

### Agosto
- 24 de Agosto - Segunda Guerra Mundial: A aviação aliada destrói 80% de Frankfurt.
- 25 de Agosto - Segunda Guerra Mundial: Lord Louis Mountbatten é nomeado Comandante Supremo Aliado na Ásia do Sudoeste.

### Setembro
- 3 de Setembro - o novo governo da Itália assina o armistício com os Aliados.
- 10 de Setembro - tropas alemãs ocupam Roma, capital da Itália.
- 12 de Setembro - Mussolini é resgatado por um comando alemão, numa ousada ação chefiada pelo coronel da SS, Otto Skorzeny.
- 23 de Setembro - Mussolini declara a criação de um Estado fascista no norte da Itália.
- 26 de Setembro - torpedeado o navio brasileiro Itapagé, da Companhia Nacional de Navegação Costeira, próximo à costa de Alagoas, em pleno dia. 18 mortos e desaparecidos entre os 70 tripulantes e 4 passageiros desaparecidos entre 36.

### Outubro
- 1 de Outubro - os Aliados ocupam Nápoles, na Itália.
- 12 de Outubro - Segunda Guerra Mundial: O marechal-de-campo Erwin Rommel é nomeado comandante das forças armadas alemãs de defesa da costa francesa.
- 13 de Outubro - Segunda Guerra Mundial: o governo oficial da Itália declara guerra à Alemanha nazista.
- 23 de Outubro - torpedeado o navio Campos, do Lóide Brasileiro, ao sul do arquipélago de Alcatrazes, próximo à cidade de Santos, no estado de São Paulo. Morrem 10 tripulantes e 2 passageiros. Este foi o último dos 30 navios mercantes brasileiros torpedeados, com a perda de 570 vidas entre homens, mulheres e crianças.

### Novembro
- 6 de Novembro - Segunda Guerra Mundial: forças soviéticas recapturam Kiev.
- 25 de Novembro - Segunda Guerra Mundial: Aprovação pelo comando supremo aliado do plano da Operação Shingle que prevê um desembarque no sector de Anzio, de detrás das linhas alemãs.
- 25 de Novembro - Segunda Guerra Mundial: Frente do Pacífico. 5 contratorpedeiros norte-americanos interceptam no mar das Ilhas Salomão, perto do cabo Saint-Georges (Nova-Bretanha), um esquadrão japonês de 5 contratorpedeiros que transportam soldados e material para a ilha de Buka. Três contratorpedeiros japoneses são afundados.
- 26 de Novembro - Segunda Guerra Mundial: Ao largo da costa argelina, perto de Bougie, um navio de transporte de tropas britânico é afundado por um bombardeamento aéreo alemão, causando mais de mil vítimas. Oito aparelhos alemães são abatidos.
- 26 de Novembro - Salazar discursa sobre Timor e os Açores na Assembleia Nacional. No dia anterior havia feito o elogio fúnebre de Duarte Pacheco.

### Dezembro
- 18 de Dezembro - Institui-se o Primeiro Grupo de Aviação de Caça do Brasil, a partir do decreto n° 6.123.[1]
- 19 de Dezembro - missão de vanguarda de oficiais brasileiros chega a Nápoles, na Itália.
- 26 de Dezembro - o couraçado alemão Scharnhorst é afundado por navios britânicos, ao largo da costa da Noruega.

## Nascimentos
| Data           | Nome                                  | Profissão | Nacionalidade              | Observações | Ref |
| -------------- | ------------------------------------- | --- | -------------------------- | ----------- | --- |
| 17 de janeiro  | René Préval                           | primeiro-ministro do Haiti em 1991 e presidente do Haiti de 1996 a 2001 e desde 2006                                                                | Haiti                      | [ 2 ]       |     |
| 20 de janeiro  | Armando Guebuza                       | presidente de Moçambique desde 2005 | Portugal (Moçambique)      |             |     |
| 28 de janeiro  | Marcello Pera                         | filósofo e político | Itália                     |             |     |
| 4 de fevereiro | Alberto João Cardoso Gonçalves Jardim | político da Região Autónoma da Madeira | Portugal                   |             |     |
| 17 de março    | Bakili Muluzi                         | presidente do Malawi de 1994 a 2004 | Reino Unido (Malawi)       |             |     |
| 6 de abril     | Antônio Carlos Valadares              | político | Brasil                     |             |     |
| 14 de abril    | Fuad Siniora                          | presidente interino do Líbano de 2007 a 2008 e primeiro-ministro do Líbano desde 2005                                                               | Líbano                     |             |     |
| 5 de maio      | Hermas Brandão                        | político e empresário | Brasil                     |             |     |
| 12 de maio     | Stanisława Anna Okularczyk            | político | Polónia                    |             |     |
| 14 de maio     | Ólafur Ragnar Grímsson                | presidente da Islândia desde 1996 | Islândia                   |             |     |
| 15 de Junho    | Poul Nyrup Rasmussen                  | primeiro-ministro da Dinamarca | Dinamarca                  |             |     |
| 29 de julho    | Antonio Carlos Pannunzio              | político | Brasil                     |             |     |
| 31 de julho    | William J. Bennett                    | político | Estados Unidos             |             |     |
| 1 de agosto    | Coriolano Sales                       | político | Brasil                     |             |     |
| 11 de agosto   | Pervez Musharraf                      | militar e presidente do Paquistão de 2001 a 2008 | Reino Unido (Índia)        |             |     |
| 13 de agosto   | Ertha Pascal Trouillot                | presidente do Haiti de 1990 a 1991 | Haiti                      |             |     |
| 13 de agosto   | Roberto Micheletti                    | presidente das Honduras de 2009 a 2010 | Honduras                   |             |     |
| 29 de setembro | Ademir Lucas Gomes                    | advogado e político | Brasil                     |             |     |
| 14 de outubro  | Mohammad Khatami                      | presidente do Irão de 1997 a 2005 | Irão                       |             |     |
| 22 de outubro  | Márcia Kubitschek                     | política e jornalista, filha de Juscelino Kubitschek                                                                                                | Brasil                     | m. 2000     |     |
| 19 de novembro | Paulo Souto                           | político | Brasil                     |             |     |
| 23 de novembro | Denis Sassou-Nguesso                  | presidente do Congo de 1979 a 1992 e desde 1997 e presidente da Organização da Unidade Africana e da União Africana de 1986 a 1987 e de 2006 a 2007 | África Equatorial Francesa |             |     |
| 5 de dezembro  | Eva Joly                              | magistrada | Noruega                    |             |     |
| 23 de dezembro | Silvia Sommerlath                     | Rainha consorte da Suécia | Alemanha                   |             |     |
| 24 de dezembro | Tarja Halonen                         | presidente da Finlândia desde 2000 | Finlândia                  |             |     |
| 27 de dezembro | Sam Hinds                             | presidente da Guiana em 1997 e primeiro-ministro da Guiana de 1992 a 1997                                                                           | Reino Unido (Guiana)       |             |     |

## Mortes
| Data            | Nome                     | Profissão                                                                                                  | Nacionalidade | Observações               | Ref   |
| --------------- | ------------------------ | --- | ------------- | ------------------------- | ----- |
| 11 de janeiro   | Agustín Pedro Justo      | presidente da Argentina de 1932 a 1938                                                                     | Argentina     | n. 1876                   |       |
| 23 de fevereiro | Thomas Madsen-Mygdal     | político                                                                                                   | Dinamarca     | n. 1876                   |       |
| 7 de abril      | Alexandre Millerand      | presidente da França de 1920 a 1924 e primeiro-ministro em 1920                                            | França        | n. 1859                   |       |
| 18 de abril     | Isoroku Yamamoto         | almirante japonês, planeou o ataque a Pearl Harbor, o avião em que seguia foi abatido por caças americanos | Japão         | n. 1884                   |       |
| 14 de maio      | Henri la Fontaine        | jurista e político, pai da Documentação                                                                    | Bélgica       | n. 1854 Nobel da Paz 1913 | [ 3 ] |
| 26 de julho     | Luis Barros Borgoño      | escritor e político                                                                                        | Chile         | n. 1858                   |       |
| 23 de setembro  | Ernst Trygger            | primeiro-ministro da Suécia de 1923 a 1924                                                                 | Suécia        | n. 1857                   |       |
| ??              | Pedro Pablo Peña         | presidente do Paraguai em 1912                                                                             | Paraguai      | n. 1864                   |       |
| ??              | João Medeiros de Almeida | militar e médico                                                                                           | Portugal      | n. 1884                   |       |